# امینه سعید
امینه سعید (عربی: أمينة السعيد؛ ۲۰ ژانویهٔ ۱۹۱۴ – ۱۳ اوت ۱۹۹۵) روزنامه‌نگار و نویسنده مصری، متفکر، داستانسرا و کنشگر حقوق زنان بود. وی فعالیت‌های گسترده‌ای در زمینه حقوق و برابری زنان به‌طور خاص و عدالت اجتماعی به‌طور عام داشته و به پیشتاز جنبش زنان مصر معروف است. وی سردبیری مجلات و مختلفی را بعهده داشته و مدتی نیز عضو پارلمان مصر و منشی اتحادیه زنان مصر بوده‌است. وی به دلیل افکار مترقی که داشته همواره مورد حمله مرتجعین و بنیادگرایان بود. امینه به دلیل فعالیت‌هایش در زمینه حقوق زنان، به دریافت مدال‌های مختلف جمهوری، فرهنگ و ادب و همچنین جایزه بین‌المللی شهاب طلایی نایل شد.

## دوره‌های دانشگاهی
امینه آموزش زبان انگلیسی را در دانشسرای شبرا در استان اسیوط مصر فرا گرفت و سپس وارد دانشگاه شد. وی اولین کسی بود که دختران مصری را تشویق به ادامه ورزش می‌کرد و همواره مدافع احترام به دختران مصری و به رسمیت شناختن حق آن‌ها برای برخورداری از آموزش‌های دانشگاهی بود. او که از مخالفان حجاب اسلامی بود آشکارا بدون حجاب تنیس بازی کرد. امینه سعید پس از فارغ‌التحصیلی از دانشگاه در سال ۱۹۳۰ سردبیری چند مجله از جمله مجله آرزو، مجله کهکشان شرق، ساعت آخر و المصور را بعهده گرفت بطوری‌که تبدیل به اولین زن روزنامه‌نگار در تاریخ عرب گردید. سعید در سال ۱۹۵۴ میلادی مجله «حوا» را تأسیس کرد. او یکی از اولین روزنامه‌نگاران تمام‌وقت کشور بود.

## جوایز و مدال‌ها
- نشان درجه یک لیاقت ۱۹۶۳
- نشان درجه یک جمهوری ۱۹۷۰
- نشان درجه یک هنر و ادب ۱۹۷۵
- جایزه بین‌المللی کهکشان طلایی ۱۹۷۵[۷][۸]

## معروفترین تألیفات
- چهره‌هایی در تاریکی
- راه دیگر
- داستان حوای سه چهره[۸]

## درگذشت
فعالیت امینه سعید فقط به کار مطبوعاتی محدود نبود بلکه در زمینه مسائل زنان نیز فعالیت گسترده‌ای داشت بطوری‌که بارها مورد تهدید به قتل از طرف بنیادگرایان قرار گرفت و فرزندانش را نیز ربودند ولی او عقب‌نشینی نکرد و مبارزه اش علیه واپس‌گرایی را ادامه داد تا اینکه در ۱۳ اوت ۱۹۹۵ در سن ۸۱ سالگی بر اثر سرطان در قاهره درگذشت.